# Epplasmühle
Epplasmühle ist ein Gemeindeteil der kreisfreien Stadt Hof (Regierungsbezirk Oberfranken, Bayern). Epplasmühle liegt in der Gemarkung Wölbattendorf und gehört zum Stadtteil Epplas.

## Geografie
Die Einöde liegt am Göstrabach, einem linken Zufluss der Sächsischen Saale. Ein Anliegerweg führt nach Epplas (0,4 km südwestlich).

## Geschichte
Von 1797 bis 1810 unterstand Epplasmühle dem Justiz- und Kammeramt Hof. Infolge des Ersten Gemeindeedikts wurde Epplasmühle dem 1812 gebildeten Steuerdistrikt Köditz und der zugleich entstandenen Ruralgemeinde Wölbattendorf zugewiesen. Am 1. Mai 1978 wurde Epplasmühle im Zuge der Gebietsreform in Bayern nach Hof eingemeindet.

### Einwohnerentwicklung
| Jahr      | 1819  | 1861  | 1871   | 1885   | 1900   | 1925   | 1950   | 1961   | 1970   | 1987  |
| Einwohner | *     | *     | 9      | 10     | 7      | 6      | 9      | 5      | 5      | 7     |
| Häuser    |       |       |        | 1      | 1      | 1      | 1      | 1      |        | 2     |
| Quelle    | [ 5 ] | [ 9 ] | [ 10 ] | [ 11 ] | [ 12 ] | [ 13 ] | [ 14 ] | [ 15 ] | [ 16 ] | [ 1 ] |

## Religion
Epplasmühle ist evangelisch-lutherisch geprägt und bis heute nach Leupoldsgrün gepfarrt.